# Lý Mậu (Bắc Ngụy)
Lý Mậu (chữ Hán: 李茂, 432 – 502), tên tự là Trọng Tông, người huyện Địch Đạo, quận Lũng Tây , quan viên nhà Bắc Ngụy thời Nam Bắc triều trong lịch sử Trung Quốc.

## Thân thế
Ông cụ là Tây Lương Vũ Chiêu vương Lý Cảo – quốc chủ nước Tây Lương thời Ngũ Hồ Thập lục quốc, vì thế Mậu là thành viên của sĩ tộc họ Lý ở quận Lũng Tây.
Ông nội là Lý Phiên – con trai thứ sáu của Lý Cảo. Cha là Lý Bảo, được nhà Bắc Ngụy phong tước Đôn Hoàng Tuyên công, trấn thủ Đôn Hoàng. Mậu là con trai thứ hai của Lý Bảo, được tập tước của cha, vì thế được xem là thủy tổ của nhánh (phòng) Đôn Hoàng của Lũng Tây Lý thị.

## Cuộc đời
Năm Thái An thứ 5 (459) thời Bắc Ngụy Văn Thành đế, Lý Bảo mất, anh cả của Mậu là Cô Tang Mục hầu Lý Thừa lấy cớ mình đã có tước, nhường ông kế tự tước Đôn Hoàng công; Mậu còn được nhận hiệu Trấn tây tướng quân. Đầu thời Bắc Ngụy Thái Vũ đế, Mậu được trừ chức Trường An trấn đô tướng. Sau đó Mậu được chuyển làm Tây Duyện Châu thứ sử, tướng quân như cũ.
Mậu được vào triều Quang lộc đại phu; sau khi Bắc Ngụy Hiếu Văn đế tiến hành Hán hóa, ông theo lệ chịu giáng tước làm hầu. Bấy giờ em út của Mậu là Lý Xung rất được sủng tín, anh em, con cháu đều có quan có tước, khiến Lũng Tây Lý thị thịnh vượng, trở thành sĩ tộc người Hán cấp 2 (chỉ kém 4 họ Lư, Thôi, Trịnh. Vương); Mậu tính khiêm tốn, thận trọng, cho rằng nhà có đến 3 hầu, đấy là đắc ý thái quá, bèn thác cớ già bệnh, xin được rời chức vị. Hiếu Văn đế không nỡ ép, cho phép Mậu ăn lộc đại phu, quay về nhà riêng.
Nhân đó Mậu định cư ở Trung Sơn thuộc Định Châu, từ đây chỉ quanh quẩn nơi làng quê, không đặt chân vào kinh sư. Năm Cảnh Minh thứ 3 (502) thời Bắc Ngụy Tuyên Vũ đế, Mậu mất, hưởng thọ 71 tuổi, thụy là Cung hầu.

## Hậu nhân
- Con trai trưởng là Lý Tĩnh (466 – 520), tự Thiệu An, được tập tước. Ban đầu được Tĩnh làm thái úy tham quân sự, dần thăng đến Định Châu biệt giá, Đông Bình Nguyên thái thú.
Con Tĩnh là Lý Hà (487 – 528), tự Trí Viễn, có tài tra án. Ban đầu Hà được làm Tư không Hành tham quân, rồi tập tước hầu, dần thăng đến Hữu tướng quân, Thượng thư Giá bộ Lang trung. Hà được ra làm Hà Nội thái thú. Nhĩ Chu Vinh đưa binh nhắm đến Lạc Dương, Nguyên Tử Du vượt Hoàng Hà đến gặp ông ta. Nghe tin ấy, Hà mở cửa đón quân đội của Vinh. Trong biến cố Hà Âm, Hà bị giết hại. Việc lắng dịu, Hiếu Trang đế Nguyên Tử Du truy tặng Tán kỵ thường thị, Xa kỵ đại tướng quân, Thượng thư Hữu bộc xạ, Tần Châu thứ sử; xét công đón rước khi trước, phong Lô Hương huyện Khai quốc bá, thực ấp 300 hộ.
Con Hà là Lý Hiếu Nho, được tập tước bá. Nhà Bắc Tề thay ngôi nhà Đông Ngụy, Hiếu Nho theo lệ chịu giáng tước.
- Con trai thứ 2 là Lý Phu (470 – 531), tự Trọng An, tính cung thuận, thuần hậu. Ban đầu Phu được làm Trấn bắc phủ Công tào tham quân, dần thăng đến Định Châu biệt giá, Nhữ Dương, Nhữ Nam, Trung Sơn 3 quận thái thú. Đầu thời Bắc Ngụy Hiếu Trang đế, Phu nhờ thân phận cậu họ của hoàng đế [3] mà được vượt cấp thụ chức Phủ quân tướng quân, Kim tử quang lộc đại phu; sau đó ra trừ chức Trấn đông tướng quân, Thương Châu thứ sử, gia Tán kỵ thường thị. Phu có năm con trai, sử cũ chỉ chép tên của Huệ Chiêu, Huệ Kham.
Lý Huệ Chiêu, được làm đến Thái phó Khai phủ Thành cục tham quân.
Lý Huệ Kham, cuối thời Đông Ngụy Hiếu Tĩnh đế, được làm đến Tề Châu biệt giá.
- Con trai thứ 3 là Lý Kính An, được chức Phụng triều thỉnh, mất sớm.
- Con trai thứ 4 là Lý Quý An (475 – 527), từng đọc qua kinh sử. Ban đầu Quý An được làm Bành Thành vương Hành tham quân, dần thăng đến Ninh sóc tướng quân, Bộ binh giáo úy, ra làm Từ Châu, Bắc Hải vương Nguyên Hạo, Phủ quân phủ Trưởng sử. Thời Hiếu Minh đế, Hạo làm Tây quan đô đốc, lại lấy Quý An làm trưởng sử, gởi gắm việc quân – chánh. Sau đó phu được gia Kiêu kỵ tướng quân, sau khi mất được tặng Chinh lỗ tướng quân, Lương Châu thứ sử.
Con Quý An là Lý Xử Mặc (496 – 534), sớm có tính trong sạch, nhân ái. Ban đầu Xử Mặc được làm Thanh Châu, Bành Thành vương phủ Chủ bộ, dần thăng đến Thông trực Tán kỵ thường thị. An đông tướng quân, Quang lộc đại phu, Phủ quân tướng quân, Quảng Châu Khai phủ Trưởng sử.